# DKW NZ 250/350
Die DKW NZ 250 und DKW NZ 350 sind Motorradmodelle der Auto Union AG, die von 1938 bis 1943 gebaut wurden. Bedingt durch die Auswirkungen des Zweiten Weltkrieges ist die drei Hubraumklassen (250 cm³, 350 cm³ und 500 cm³) umfassende NZ-Reihe die letzte in der Geschichte des Herstellers aus dem DKW-Stammwerk in Zschopau.

## Modellgeschichte und Technik

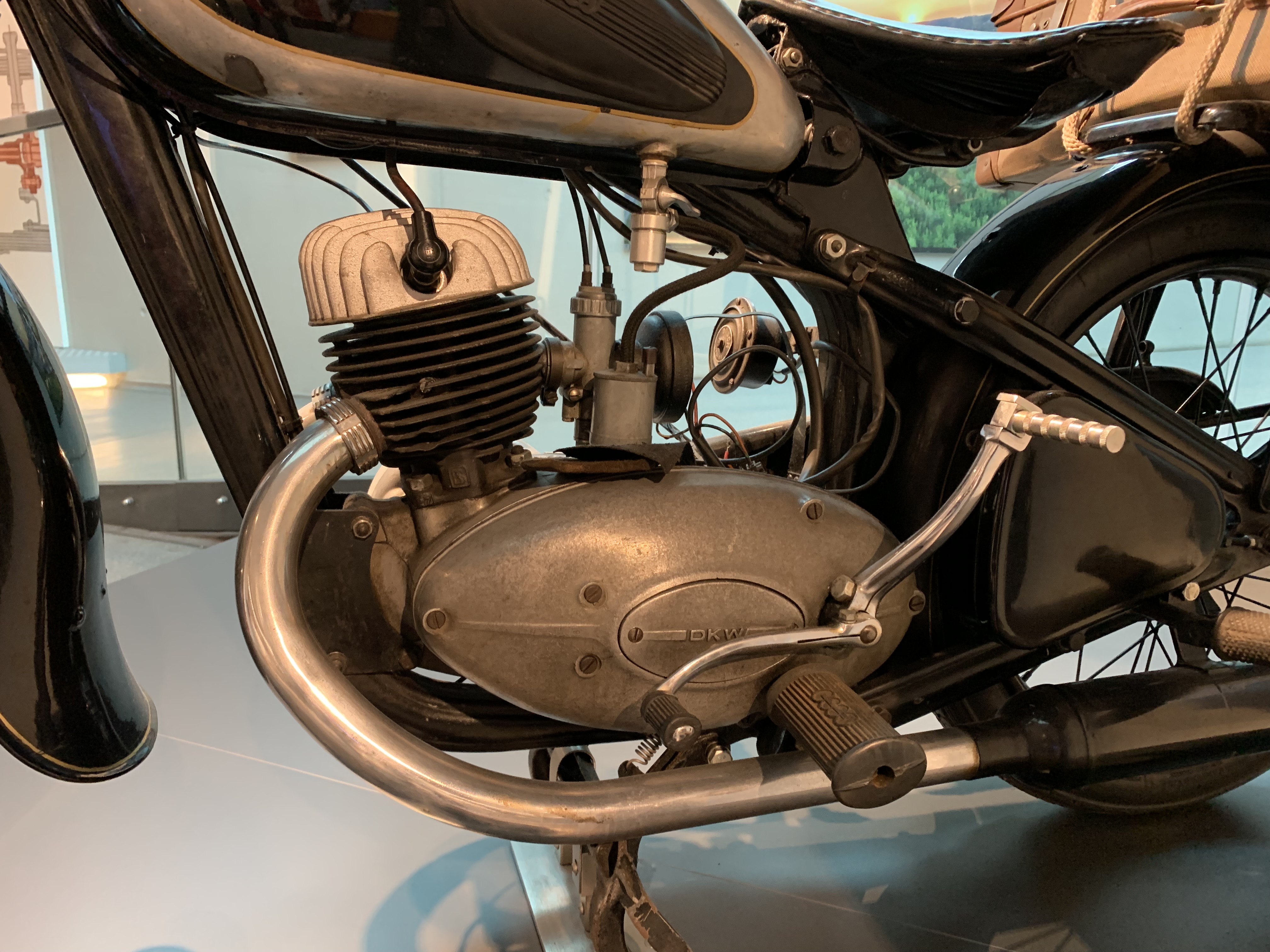
Detailansicht des Motors einer DKW NZ 250

Die NZ-Typenreihe war bereits im Herbst 1936 serienreif, wurde aber angesichts der anhaltend hohen und sogar steigenden Verkaufszahlen der SB-Baureihe erst rund zwei Jahre später in Serie produziert und löste die SB-Modelle ab. Anders als bei den meisten der vorangegangenen Modelle des Herstellers waren Rahmen und Motor komplett neu konstruiert.
Waren die spiegelbildlichen Pressstahl-Rahmenhälften bei den SB-Modellen noch miteinander verschraubt, wurden diese durch Fortschritte in den Schweißtechniken bei den NZ-Typen umlaufend miteinander verschweißt. Auch weitere Rahmenverbindungen wurden geschweißt. Aufgrund des hohen Strombedarfs und gleichzeitig unzureichenden Stromnetzes konnte dies nur nachts durchgeführt werden, wenn ausreichend Kapazität vorhanden war.
Die NZ hat ein Viergang-Getriebe, das mit Hand- oder Fußhebel geschaltet werden kann. Die Mehrscheibenkupplung läuft im Ölbad. Statt des bis dahin verwendeten Zahnradpaars ist eine Primärkette zwischen Kurbelwelle und dem mit dem Motor in einem gemeinsamen Gehäuse verblockten Getriebe eingebaut. Die geschlossenen Gabelscheiden sind über außenliegende Schwinghebel am Lenkkopf geführt.
Gegen einen Aufpreis von 40 RM wurden beide NZ-Modelle ab Werk in Geländeausführung geliefert.
Die Auto Union AG pries die NZ 350 in einem Verkaufsprospekt von 1937 mit folgenden Vorzügen: „Der rasante Abzug des 11 PS DKW-Zweitaktmotors [sic], die wunderbare Straßenlage und die hervorragenden Bremsen ermöglichen Reisedurchschnitte, die den höchsten Ansprüchen genügen. Ausrüstung und Konstruktionsmerkmale entsprechen der NZ 250: Unbedingt bruch- und verwindungsfester Zentral-Kastenrahmen, »beiwagenfest«, Vierganggetriebe mit kombinierter Fuß- und Handschaltung, Schwebesattel, doppelt verstellbare Fuß-Zehenbremse, Zentralschalter auf dem Tank, vibrationsfrei in Gummi gelagerter Lenker, Gummistoßdämper in der Kraftübertragung der Hinterradnabe […]. Stundenlang und ohne Ermüdungserscheinungen läßt sich die Maschine dreschen, ein typisches Kennzeichen eines jeden DKW-Motors.“
|                       | NZ 250                                                    | NZ 350                                                    |            |
| --------------------- | --------------------------------------------------------- | --------------------------------------------------------- | ---------- |
| Baujahre              | 1938–1941                                                 | 1938–1943                                                 |            |
| Motor                 | fahrtwindgekühlter Einzylinder-Zweitaktmotor, Kickstarter | fahrtwindgekühlter Einzylinder-Zweitaktmotor, Kickstarter |            |
| Steuerung             | Schlitzsteuerung                                          | Schlitzsteuerung                                          |            |
| Ladungswechsel        | Umkehrspülung                                             | Umkehrspülung                                             |            |
| Bohrung × Hub         | 60 × 68 mm                                                | 72 × 85 mm                                                |            |
| Hubraum               | 247 cm³                                                   | 346 cm³                                                   |            |
| Verdichtung           | 5,8 : 1                                                   | 5,8 : 1                                                   |            |
| Nennleistung          | 9 PS (6,6 kW) bei 4000/min                                | 11,5 PS (8,5 kW) bei 3850/min                             |            |
| max. Drehmoment       | 1,8 kpm (17,7 Nm) bei 2750/min                            | 2,45 kpm (24 Nm) bei 2600/min                             |            |
| Vergaser              | Graetzin, Amal, Bing                                      | Graetzin, Amal, Bing                                      |            |
| Schmierung            | Zweitaktgemisch 1 : 25                                    | Zweitaktgemisch 1 : 25                                    |            |
| Zündung               | Batteriezündung, kontaktgesteuert                         | Batteriezündung, kontaktgesteuert                         |            |
| Lichtmaschine         | 6 V – 75 W                                                | 6 V – 75 W                                                | 6 V – 75 W |
| Bordspannung          | 6 V                                                       | 6 V                                                       |            |
| Getriebe              | 4-Gang-Getriebe                                           | 4-Gang-Getriebe                                           |            |
| Endantrieb            | Kette                                                     | Kette                                                     |            |
| Rahmenbauart          | Pressstahl-Zentralkasten-Rahmen mit Unterzug              | Pressstahl-Zentralkasten-Rahmen mit Unterzug              |            |
| Maße (L × B × H)      | 2095 × 770 × 920 mm                                       | 2119 × 770 × 925 mm                                       |            |
| Radstand              | 1355 mm                                                   | 1355 mm                                                   |            |
| Radaufhängung vorn    | Parallelogrammgabel mit Schraubenfeder                    | Parallelogrammgabel mit Schraubenfeder                    |            |
| Radaufhängung hinten  | Starrrahmen                                               | Starrrahmen                                               |            |
| Bremsen               | Innenbacken vorn und hinten                               | Innenbacken vorn und hinten                               |            |
| Leergewicht           | 135 kg                                                    | 145 kg                                                    |            |
| Höchstgeschwindigkeit | 95 km/h                                                   | 105 km/h                                                  |            |
| Stückzahl             | ca. 26.700                                                | ca. 45.300                                                |            |

## Sonderausführungen
Die Modelle beider Hubraumklassen wurden in relativ großen Stückzahlen in Sonderausführungen für Behörden ausgeliefert, so beispielsweise für die Reichspost. Diese Modelle erhielten z. B. Beinschilde, die bis unter die Fußrasten reichen, sowie einen verlängerten Hinterradkotflügel.

## NZ-Modelle im Dienste der Deutschen Wehrmacht

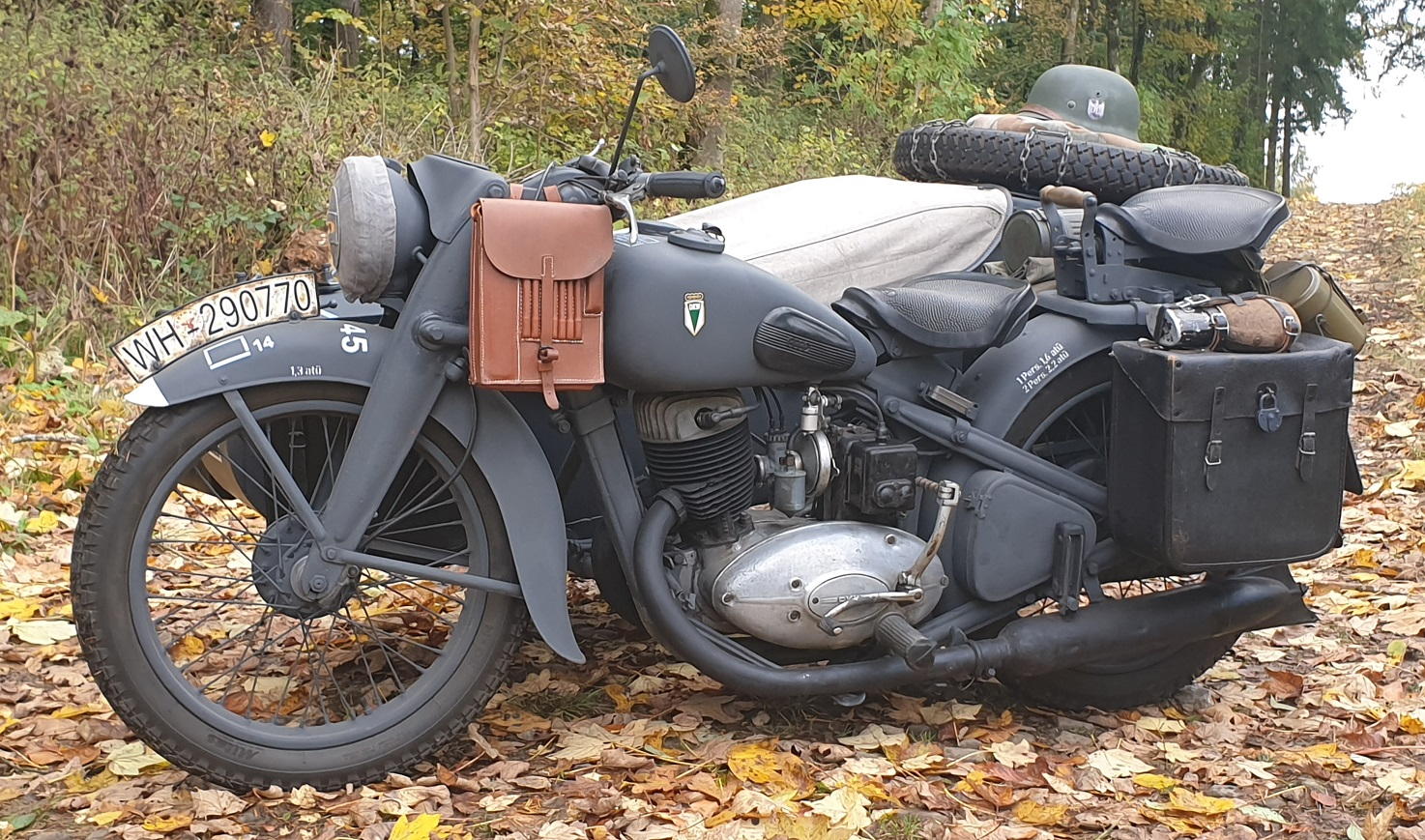
DKW NZ 350 Gespann mit militärischer Ausrüstung, Baujahr 1941

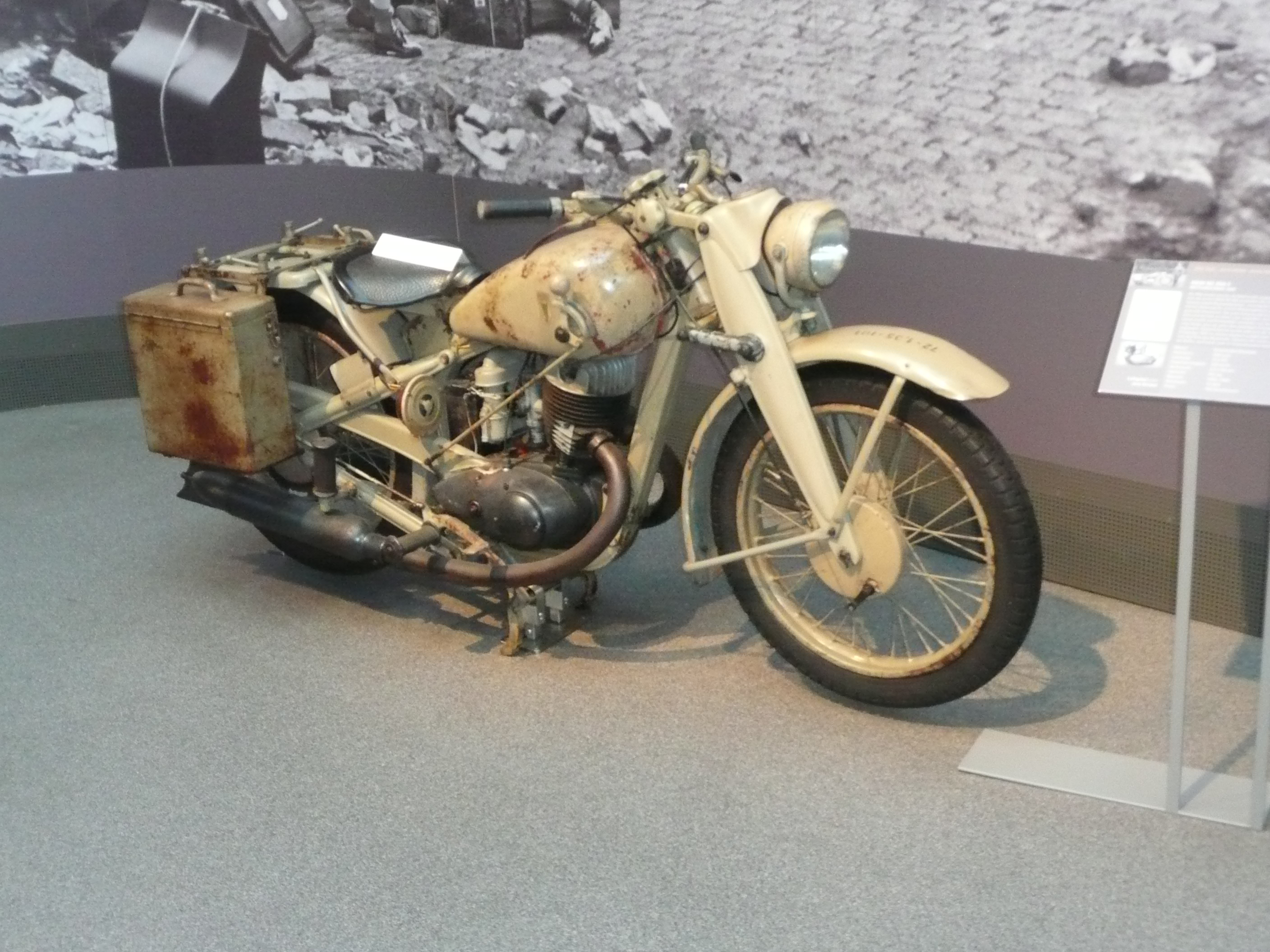
DKW NZ 350-1 aus dem Jahr 1945 im August-Horch-Museum Zwickau

Aufgrund des bei Kriegsbeginn 1939 noch nicht erreichten Ausstattungs-Solls der Wehrmacht wurden in Privatbesitz befindliche Motorräder für den Militärdienst requiriert. Diese verrichteten ihren Dienst oft mit der zivilen Zulassungsnummer (Kennzeichen) ihres Vorbesitzers und manchmal auch in der zivilen Lackierung.
Unter den unterschiedlichen Motorradtypen verschiedener Hersteller taten sich die DKW-Modelle NZ 250 und NZ 350 während des Krieges besonders hervor und waren wegen ihrer Robustheit und Zuverlässigkeit bei den Kradfahrern sehr beliebt.
Die in der Vorkriegszeit bei der Wehrmacht eingeführten DKW-Motorräder der SB-Baureihe wurden von den NZ-Modellen langsam abgelöst.
Die Produktion von NZ 250 und NZ 350 lief noch bis Anfang 1941 parallel. Danach wurde die Produktion der NZ 250 eingestellt und ausschließlich NZ 350 für die Wehrmacht produziert und ausgeliefert. Abgesehen von der wehrmachtsgrauen Lackierung und der Wehrmachtszulassung („WH“ = Wehrmacht Heer, "WL" = Wehrmacht Luftwaffe und "WM" = Wehrmacht Marine) entsprachen diese Modelle der zivilen Ausführung. Sie wurden lediglich durch Anbringen eines Soziussitzes, (Leder-)Packtaschen, einer Scheinwerferabdeckung, eines Rammschutzbügels vor dem Lichtmaschinendeckel und eines Seitenständers „militarisiert“. Als Folge der Erfahrungen auf den unterschiedlichen Kriegsschauplätzen erhielt die NZ 350 ab 1943 ein verstärktes Getriebe (erkennbar an der Stempelung „VG“ auf dem Getriebedeckel).
Ab 1944 kam eine speziell für die Bedingungen des Krieges entwickelte Version heraus. Sie wurde als NZ 350-1 bezeichnet. Das Modell hatte wegen Materialknappheit ein Motorgehäuse aus Grauguss (statt Aluminiumlegierung), ein stärker untersetztes 3-Gang-Getriebe (das Vorgängermodell NZ 350 hatte ein 4-Gang-Getriebe) sowie die kleinere Lichtmaschine der DKW RT 125-1. Letzteres bedingte einen geänderten Spulenkasten und Regler. Außerdem hatte sie geänderte Scheinwerfer und Schutzbleche, einen serienmäßigen Wirbelluftfilter, seitliche Packkoffer aus Metall sowie eine, dem Einsatzzweck angepasste, militärische Lackierung. Die NZ 350-1 wurde von 1944 bis Kriegsende 1945 rund 12.000-mal gefertigt.
Eingesetzt wurden die bei der Wehrmacht den sogenannten „mittleren Krädern“ zugeordneten NZ 250/350 Modelle als Melde-, Aufklärungs- und Kuriermaschinen im Solobetrieb. Zeitgenössische Fotos belegen aber, dass in seltenen Fällen auch ein militärischer Beiwagen mit sogenanntem „Einheitsboot“ montiert wurde. Für die NZ-Modelle gab es eigene Dienstvorschriften der Wehrmacht, in denen Technik, Bedienung, Pflege und Instandsetzung der Kräder beschrieben wurden.

## Weiterbau in der Sowjetunion

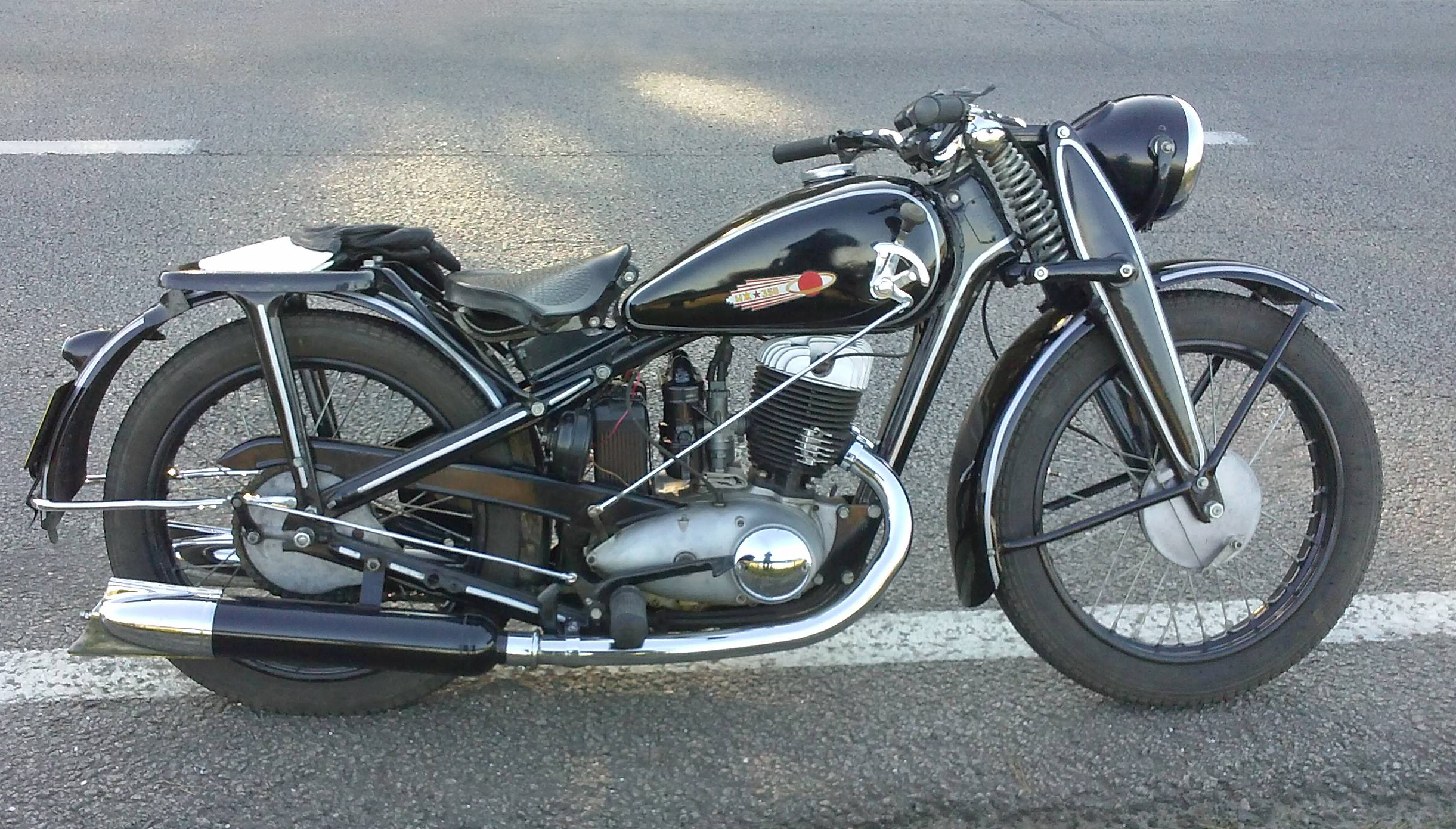
Sowjetische ISCH-350

Nach Ende des Zweiten Weltkrieges wurden die DKW-Fertigungsanlagen komplett demontiert, als Reparationsleistung in die Sowjetunion verbracht und in Moskau, Kowrow und Serpuchow sowie in den Ischmasch-Werken in Ischewsk wieder aufgebaut. Als Nachbau wurde dort bis 1951 in großen Stückzahlen die der NZ 350 weitgehend identische ISCH-350 produziert.
Als Weiterentwicklung der bewährten Konstruktion entstand daraus 1951 die ISCH-49.